# Зайцев (Полтавская область)
За́йцев (укр. Зайців) — село, Михайловский сельский совет, Великобагачанский район, Полтавская область, Украина.
Село ликвидировано в 1986 году.

## Географическое положение
Село Зайцев находится на расстоянии в 2,5 км от сёл Марьянское, Кульбашное и Суржки.

## История
- 1986 — село ликвидировано[1].